# Fascinație
Fascinație este un film românesc din 1969 regizat de Sabin Bălașa.